# Čistá (district de Mladá Boleslav)
Pour les articles homonymes, voir Čistá.
Čistá (en allemand : Tschistai) est une commune du district de Mladá Boleslav, dans la région de Bohême-Centrale, en République tchèque. Sa population s'élevait à 824 habitants en 2020.

## Géographie
Čistá se trouve à 5 km au sud-est de Bělá pod Bezdězem, à 9 km au nord-ouest de Mladá Boleslav et à 53 km au nord-est de Prague.
La commune est limitée par Bělá pod Bezdězem au nord, par Hrdlořezy à l'est et au sud, par Bukovno au sud-ouest et par Plužná à l'ouest.

## Histoire
La première mention écrite de la localité date de 1352.